# ABCリブラ
株式会社エー・ビー・シーリブラ（英: ABC Libra Co., Ltd.）は、大阪府大阪市福島区に本社を置く、テレビ番組の企画・制作を行う制作プロダクション。通称、ABCリブラ。朝日放送グループホールディングスの子会社である。
2007年6月まで、元ABCアナウンサーの乾浩明が社長を務めていた。乾の後は、元『パネルクイズ アタック25』チーフプロデューサーの小森成樹が2013年3月まで社長を務めた。

## 沿革
- 1990年4月10日 - 株式会社ABCアーカイブ（登記上商号は株式会社エー・ビー・シーアーカイブ）として設立。
- 2000年4月1日 - 現社名（登記上はエー・ビー・シーリブラ）に商号変更。番組制作部門を設立。
- 2008年4月 - 本社を大阪市北区大淀南2-1-2のABC第4別館から現在地に移転。

## 主な制作番組
以下特記のない番組は、朝日放送テレビ制作。

### レギュラー番組
- 朝だ!生です旅サラダ
- パネルクイズ アタック25 Next（BSJapanext→BS10・2022年3月27日 - ）
- 今ちゃんの「実は…」
- MUSIC FILE（クロージング直前（気象情報フィラー前or停波前）に放送）- 2008年後期にAMCに同番組の制作事業を継承している。
- ジャンクSPORTS（フジテレビ、2018年3月4日より準レギュラー担当）
- 呼び出し先生タナカ（フジテレビ・2022年4月24日 - ）
- LIVEコネクト!（カンテレ・2023年4月8日 - ）

### スペシャル番組
- 芸能人格付けチェック（2018年10月より）
- ロケ芸人最強決定戦 外王（フジテレビ、2019年3月より）
- THE SECRET GAME SHOW
- ひらめけ!冒険キッズ ナゾトキ×ランプ 3つのハテナ
- 魚が食べたい!〜地魚さがして3000港〜（BS朝日、単発特番を経て2020年10月よりレギュラー放送）
- おしょうバズTV（テレビ朝日と共同制作番組、2021年1月1日より元日特番放送）

### 過去のレギュラー番組
- パネルクイズ アタック25（2015年4月5日より担当。2021年9月26日終了）
- きになるオセロ（2008年3月19日終了）
- 美味彩菜（2009年7月3日終了）
- メモリアル映像館（2008年9月28日終了）
- こんなところにあるあるが。土曜・あるある晩餐会（テレビ朝日、2017年9月17日終了）
- トリニクって何の肉!?（2022年3月1日終了）
- これって私だけ?（2021年1月19日終了）
- これ余談なんですけど・・・（2021年6月23日終了）